# Dalbergia frutescens
Dalbergia frutescens es una especie de arbusto distribuido en las costas del Atlántico de Sudamérica. Un sinónimo es Dalbergia variabilis. Sus hábitos de crecimiento son variables, usualmente una liana.
La Dalbergia frutescens var. tomentosa (de Brasil) erróneamente se incluyó como productora de la famosa madera 'Palorrosa' de otras Dalbergia.

## Taxonomía
El género fue descrito por (Vell.) Britton y publicado en Bulletin of the Torrey Botanical Club 16(12): 324. 1889.
Sinonimia
- Dalbergia variabilis
- Pterogyne frutescens
- Triptolemea glabra
- Triptolemea latifolia
- Triptolemea montana
- Triptolemea ovata
- Triptolemea pauciflora
- Triptolemea platycarpa[3]